# بخش ویزیانا گرام
بخش ویزیانا گرام (به انگلیسی: Vizianagaram district) یک منطقهٔ مسکونی در هند است که در آندرا پرادش واقع شده‌است. بخش ویزیانا گرام ۶٬۵۳۹ کیلومتر مربع مساحت و ۲٬۳۴۴٬۴۷۴ نفر جمعیت دارد.